# Új-zélandi-spenót

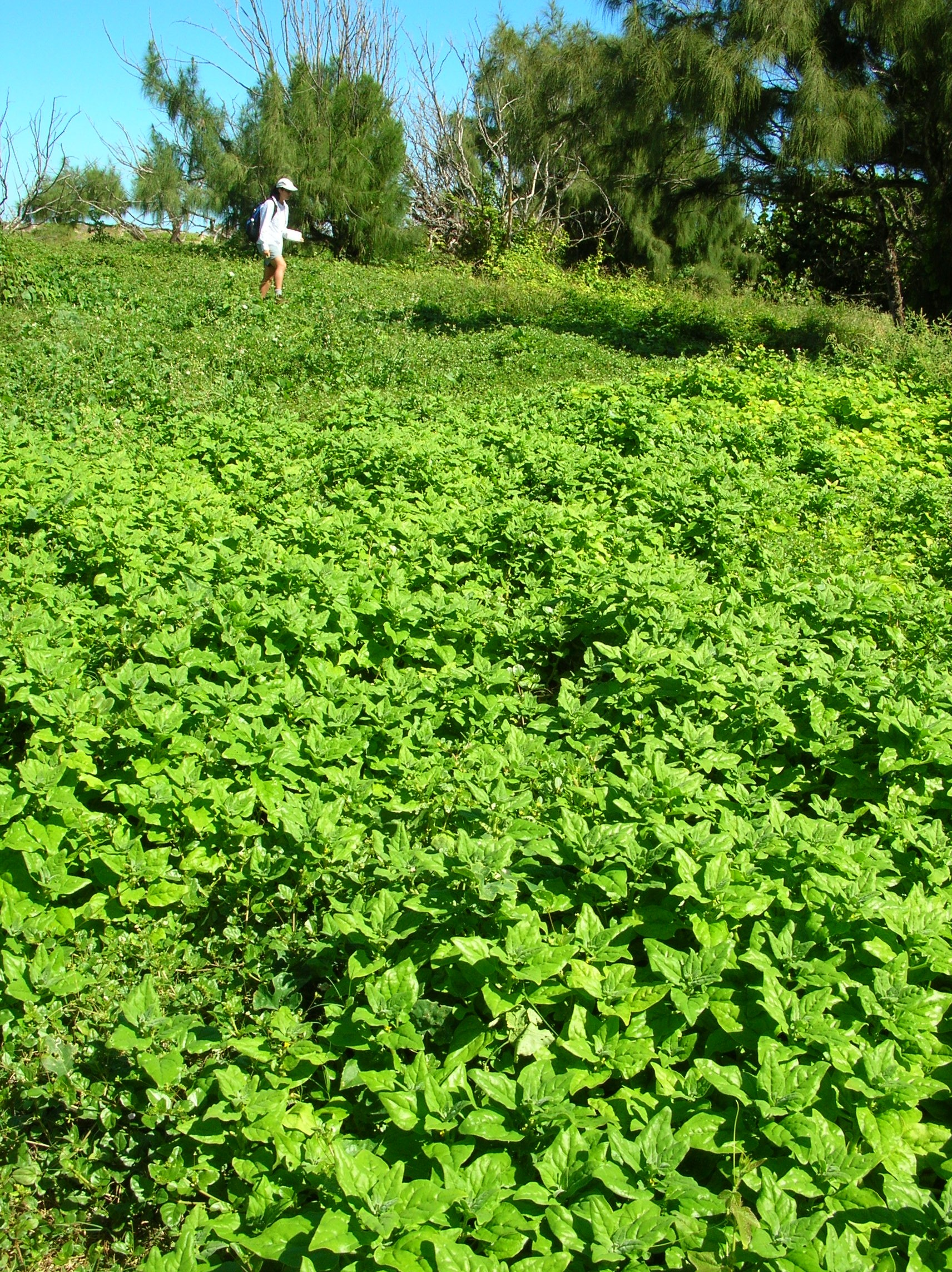
Talajtakaró megjelenési forma (Mokuauia, Oahu, Hawaii)

Az új-zélandi-spenót vagy új-zélandi-paraj (Tetragonia tetragonoides) a szegfűvirágúak (Caryophyllales) rendjének kristályvirágfélék (Aizoaceae) családjába tartozó Tetragonia nemzetség egyik faja, amely Ausztrálázsiában (azon belül Új-Zélandon is) és Kelet-Ázsiában őshonos.
Magyar nevét gyakran írják külön, új-zélandi spenót formában, ez azonban azt jelentené, hogy rendszertanilag közeli – nemzetség szintű – rokonságban áll a Magyarországon régebb óta honos spenóttal, ami nem igaz: bár mindketten a szegfűvirágúak (Caryophyllales) rendjébe tartoznak, azonban a spenót a disznóparéjfélék (Amaranthaceae) családjának tagja. Vélhetően ennek a csak távoli rendszertani rokonságnak a kifejezésére írták magyar nevét korábban egybe is, újzélandispenót formában. Végül az új-zélandi-spenót, illetve új-zélandi-paraj névforma lett az, ami követi a magyar növénynevek helyesírását.
Tudományos nevének több változata is létezik: Tetragonia tetragonoides, Tetragonia tetragonioides, Tetragonia tetragoniodes. A növényfajt tudományosan elsőként leíró Peter Simon Pallas Demidovia tetragonoides néven írta le 1781-ben. Carl Ernst Otto Kuntze azonban 1891-ben Tetragonia tetragoniodes névformában írta, ami a faji névben feltehetően elírás lehetett, hiszen jelenleg érvényes névként a Tetragonia tetragonoides az elfogadott, vagyis a Pallas által írt faji név (tetragonoides).

## Elterjedése
Új-Zélandon, Új-Kaledóniában, Ausztráliában, Tasmaniában, Dél-Kínában, Vietnámban, a Koreai-félszigeten és Japánban őshonos, de a világon számos országba betelepítették, így megtalálható már Közép-Ázsiában, Európában, Afrikában, Dél-Amerikában és Észak-Amerikában is. Angliába a 18. században került James Cook révén.
Megfigyelési adatok alapján Magyarországon 1925 és 1970 közötti ritkán, 2000-ben azonban már gyakran termesztett zöldségnövény, 2020-ban úgynevezett „alkalmilag megjelenő” faj (casual species)

## Jellemzése
Évelő vagy egyéves növény; Magyarországon terofita (therophyta), azaz egyéves lágyszárú. 1 méternél nagyobbra is megnőhet. Levéllemezei vastagok, húsosak, háromszög alakúak, akár tenyérnyi nagyságúak is lehetnek. Levelei hónaljából fejlődnek magánosan álló virágai, termései szarvacskásak.
Magyarországon a termesztési környezetén kívül az épített környezet nyílt felszínein, akár kerti hulladékhalmon is előfordul.

## Felhasználása
Zöldség, főzeléknövénynek termesztik, főként házi kertekben. Konyhatechnikai felhasználása, íze és tápértéke a spenóthoz hasonló, azonban a nyár folyamán is frissen felhasználható, amikor a spenót a felmagzását követően már nem.

## Képek

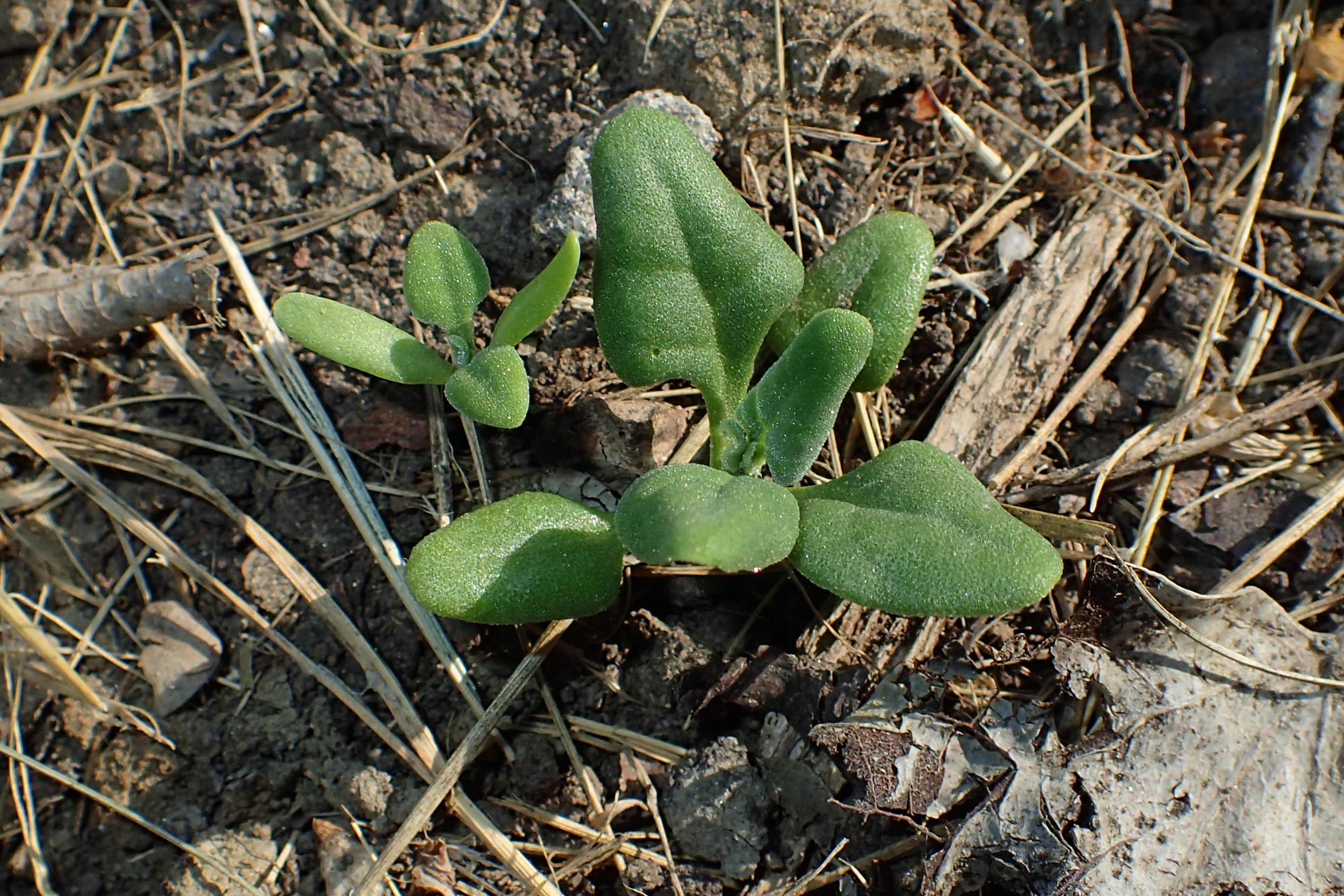
Fiatal növény
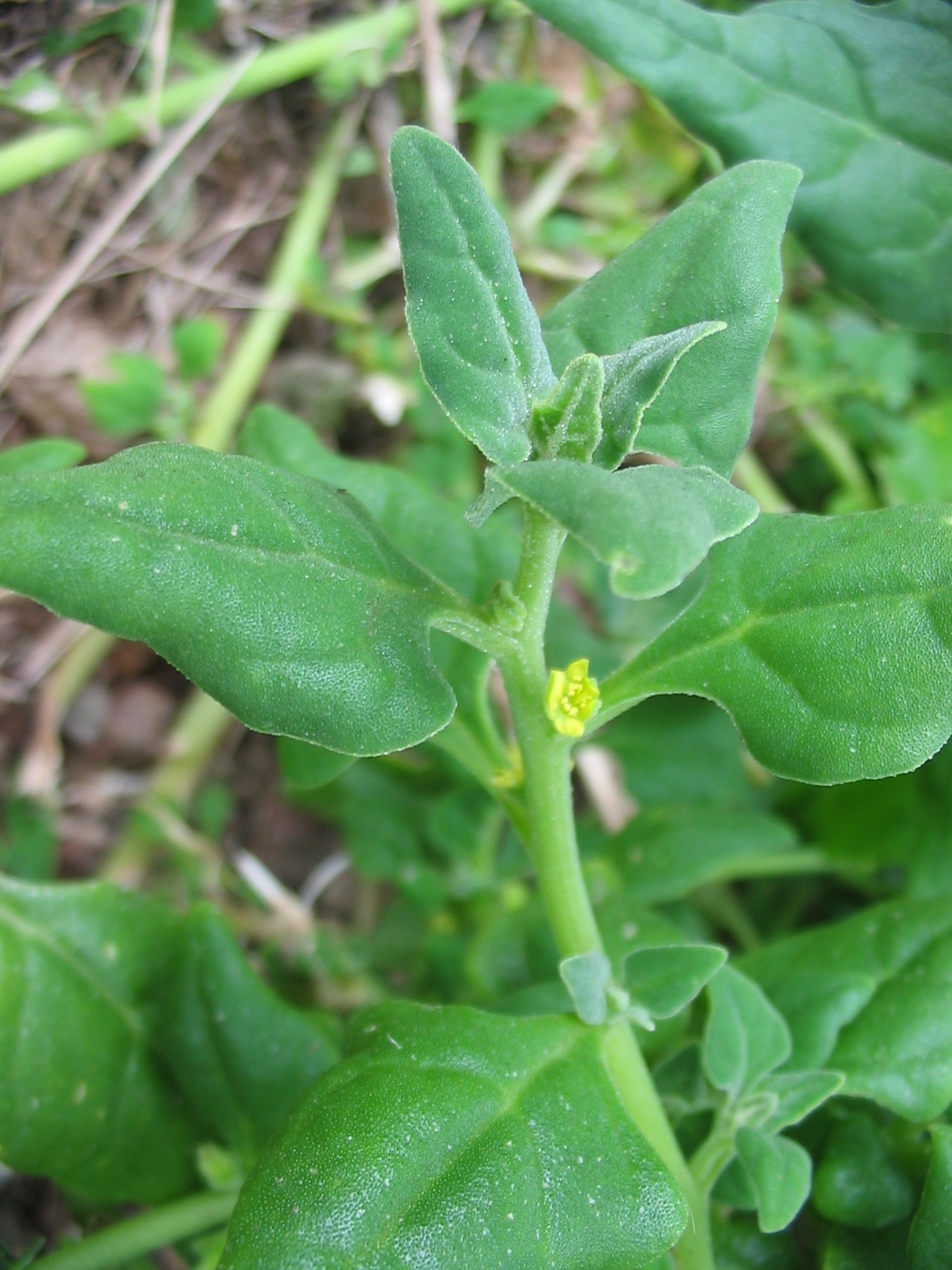
Leveles és virágos hajtása
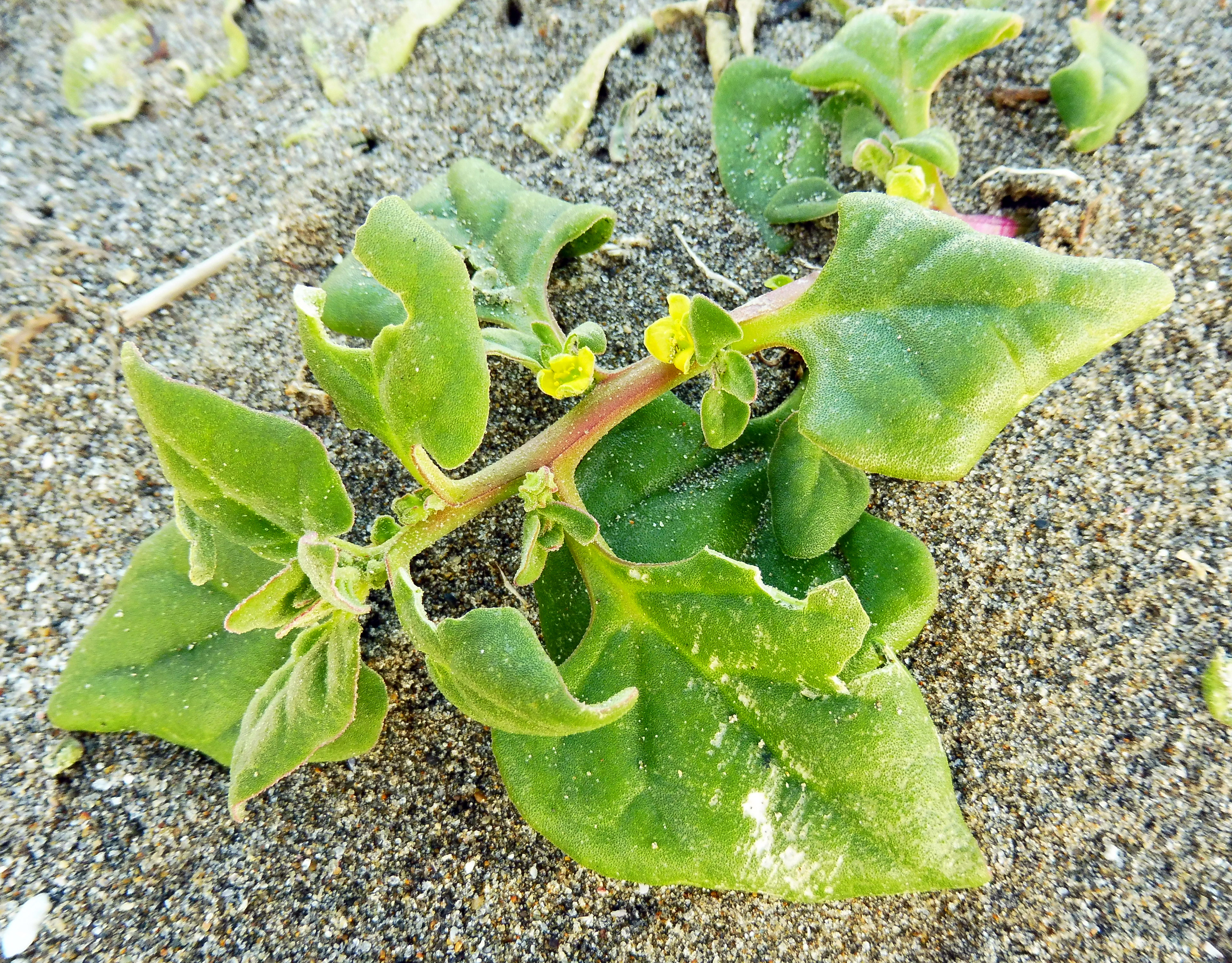
Leveles és virágos hajtása
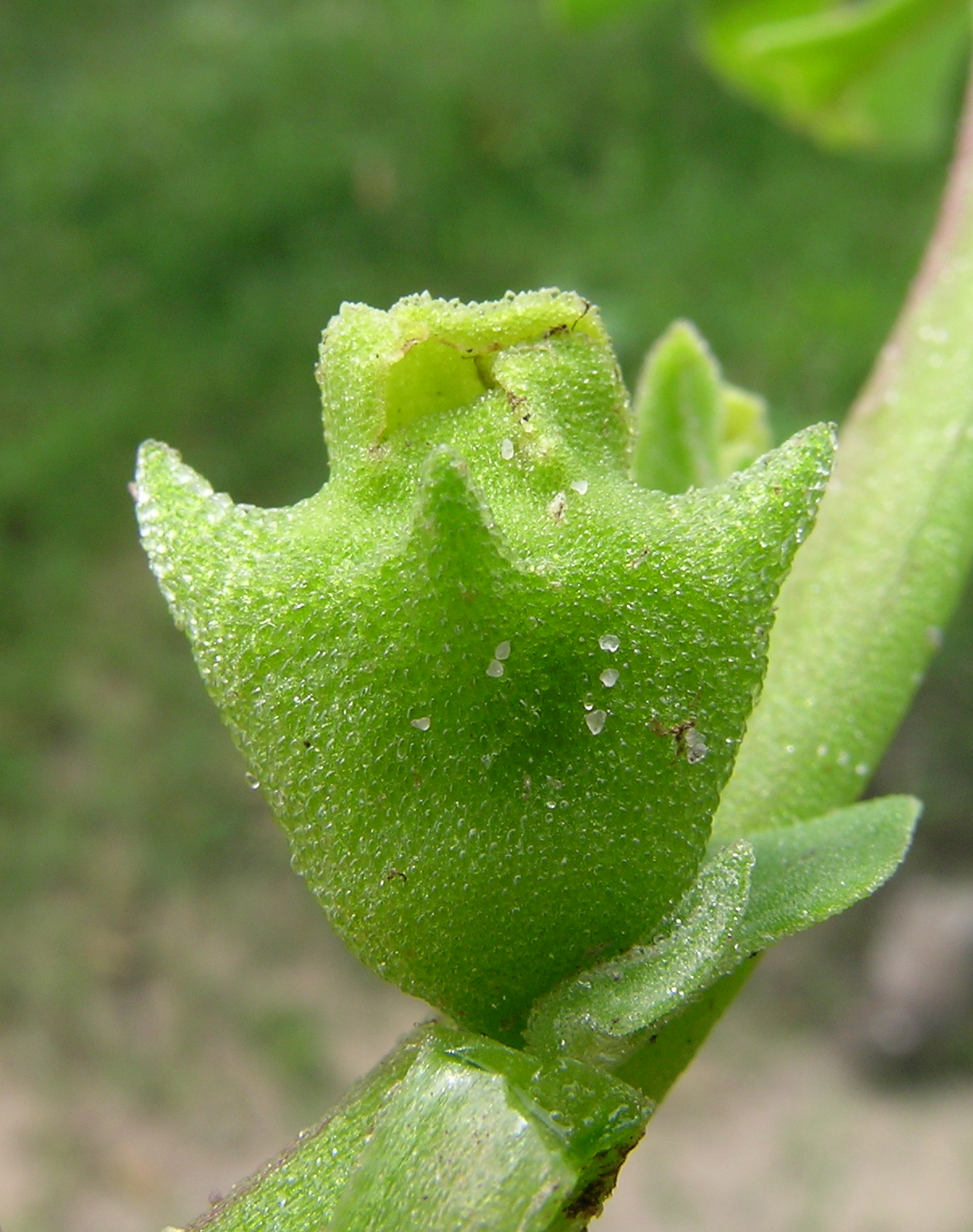
Éretlen termése
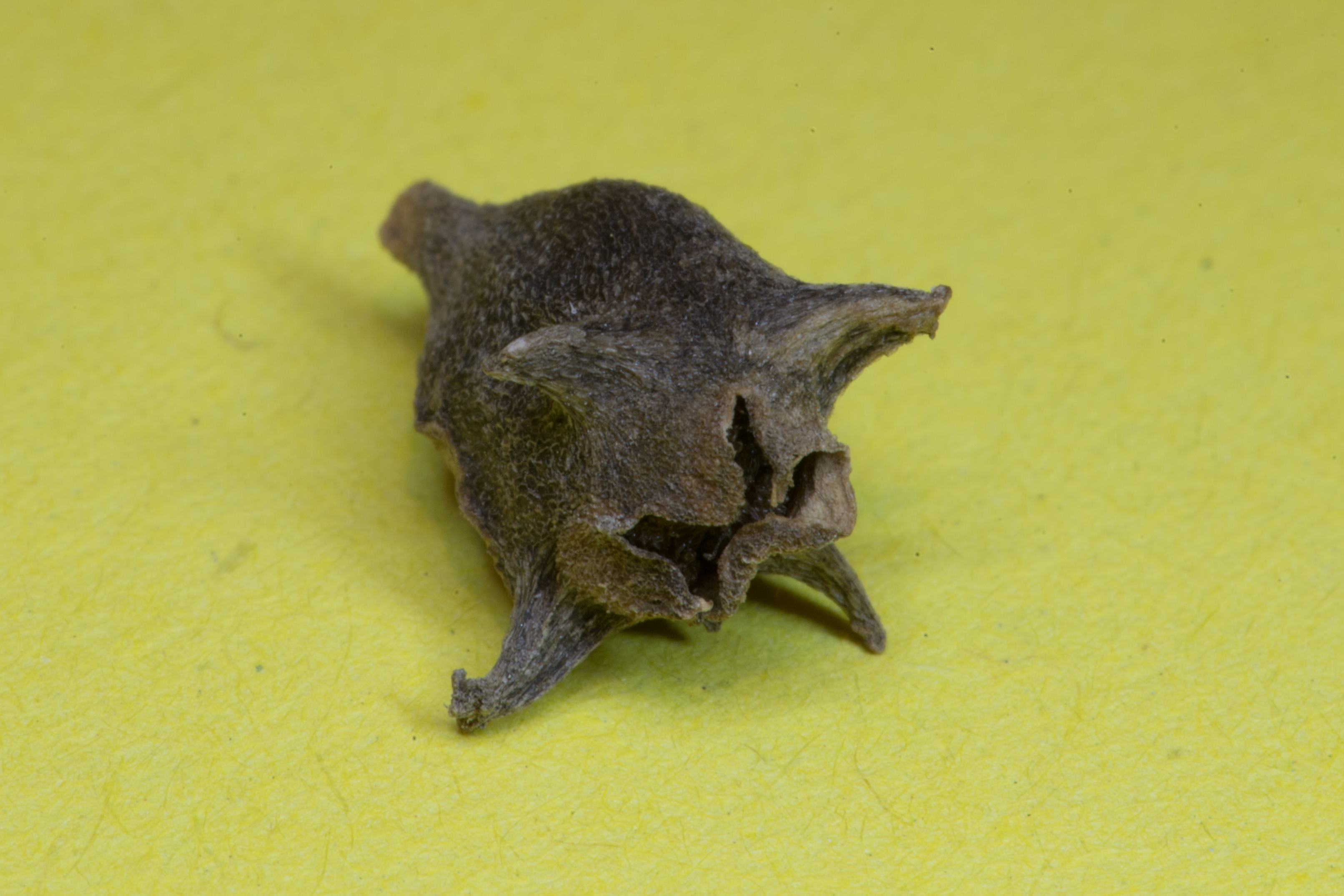
Érett termése